# اندرياس لاسنيك
اندرياس لاسنيك (بالألمانية: Andreas Lasnik)‏ (9 نوفمبر 1983 في النمسا - ) هو لاعب كرة قدم نمساوي في مركز الوسط. شارك مع منتخب النمسا تحت 21 سنة لكرة القدم ومنتخب النمسا لكرة القدم. أما مع النوادي، فقد لعب مع ألمانيا آخن وأوستريا فيينا وفيلم تو تيلبورغ ونادي بانيونيوس وناك بريدا وPanionios G.S.S. ‏ ونادي رييد وKapfenberger SV ‏.

## روابط خارجية
- اندرياس لاسنيك على موقع قاعدة بيانات كرة القدم.إي يو (الإنجليزية)
- اندرياس لاسنيك على موقع بيانات كرة القدم. دي إي (الألمانية)
- اندرياس لاسنيك على موقع ناشيونال فوتبول تيمز (الإنجليزية)
- اندرياس لاسنيك على موقع Soccerway.com (الإنجليزية)
- اندرياس لاسنيك على موقع عالم كرة القدم.نت (الإنجليزية)